# Sorbollano
Sorbollano település Franciaországban, Corse-du-Sud megyében. Lakosainak száma 65 fő (2022. január 1.). Sorbollano Quenza, Levie és Serra-di-Scopamène községekkel határos.

## Népesség
A település népessége az elmúlt években az alábbi módon változott:
| Lakosok száma | 114  | 63   | 73   | 79   | 62   | 73   | 78   | 76   | 72   | 65   |
|               | 1968 | 1982 | 1990 | 2006 | 2013 | 2015 | 2017 | 2019 | 2020 | 2022 |